# 王鍾健
王锺健（18世纪?—?），字钟乾（亦有文献记载为仲乾），山西文水县下曲镇人，清朝官员。王锺健是乾隆庚辰恩科举人、乾隆丙戌科进士。
王锺健中进士后成为钦点翰林院庶吉士，后改翰林院检讨、监察御史。转掌江西道监察御史刑科给事中，礼科掌印给事中。历任庚子科顺天乡试同考官，钦命巡视中城、西城、南城、北城督理街道四库全书馆分校。入直武英殿，诰授中宪大夫。
王锺健在书法上有一定造诣。